# Émilie Gamelin
La Beata Emilia Gamelin, nacida Émilie Tavernier (Montreal, 19 de febrero de 1800 - Montreal 23 de septiembre de 1851), es una religiosa canadiense, fundadora de las Hermanas de la Providencia de Montreal.

## Biografía
Marie-Émilie-Eugénie Tavernier nace en Montreal en 1800. Es la 15a de una familia de 15 hijos pero, 9 de sus hermanos han fallecido ya cuando su madre le da luz. Su madre muere en 1804 y su padre fallece en 1814. Al óbito de su madre, la dejan a su tía paterna, Marie-Anne Tavernier y a su marido, Joseph Perrault, que tienen cuatro hijos. Estudia en el internado de las Hermanas de la Congregación Notre-Dame de 1814 a 1815.  A los dieciocho años, mantiene la casa de su hermano François, recién viudo, y acoge con compasión a los pobres que se presentan. Cuando su hermano se vuelve a casar, regresa a vivir con su tía, pero la salud de ésta ya no le permite cuidar a Emilia. La confía a su hija mayor, Agathe Perrault nacida en 1787. Émilie y ella se vuelven muy amigas. 
Vive en Quebec durante un tiempo para ayudar voluntariamente a otra prima y corresponde con Agathe. Emilia regresa a Montreal y pocos meses después, en 1823, se casa con Jean-Baptiste Gamelin, que le lleva veintisiete años. Éste morirá cuatro años más tarde, dejando a Emilia viuda con un hijo menor. Después del óbito de su esposo, siguió cuidando de un joven incapacitado llamado Dodais que había salvado la vida de Jean-Baptiste antes de su matrimonio. Emilia Gamelin tuvo 3 hijos y todos fallecieron muy jóvenes.

## Obras caritativas
Bajo el consejo del obispo de Montreal Jean-Jacques Lartigue y de Jean-Baptiste Bréguier, su director espiritual, que la invita a rezar la Virgen de los Dolores, se interesa a las obras caritativas. Miembro de la Cofradía de la Santa-Familia y de la Asociación de las Señoras de la Caridad, proporciona un esfuerzo abnegado en el seno de estas organizaciones. 
Habiendo tomado la decisión de vender sus propiedades, abre un total de tres refugios, principalmente para las mujeres mayores y discapacitadas, a partir del 1830, con la ayuda del cura Claude Fay. Durante las epidemias de cólera de 1832 y 1834, no deja de visitar a los enfermos y ofrecer consuelo a las familias. Una casa que se encuentra cerca del nuevo Obispado de Montreal está ofrecida por Antoine-Olivier Berthelet. La « Casa de la Providencia » estará llamada comúnmente la « Casa amarilla ».

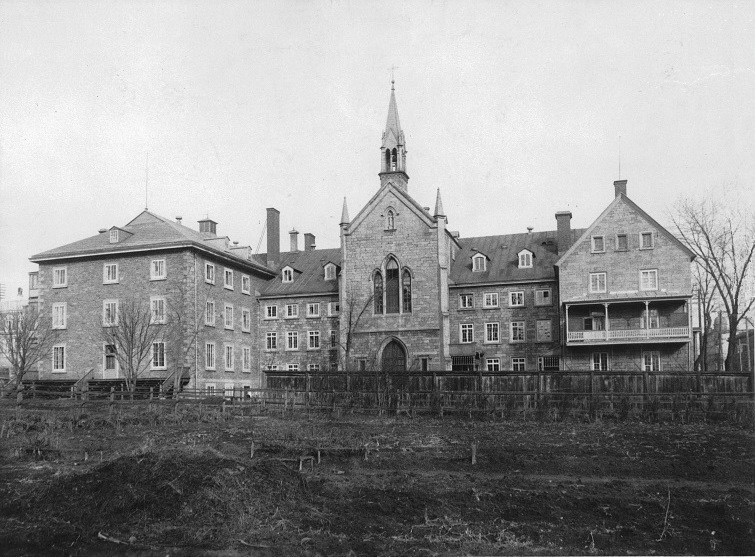
Casa Madre y capilla de las Hermanas de la Providencia, hacia 1890

Ya sensible a la suerte de los prisioneros y prisioneras de la ciudad, visita, de 1837 a 1839, los prisioneros políticos y condenados de la rebelión a la prisión Au pied du courant. Contrae la fiebre tifoidea  en 1838 y se encuentra a las puertas de la muerte antes de finalmente curar. Mons. Ignace Bourget, nombrado obispo de Montreal en 1840, desea que inmigren de Francia unas Hijas de la Caridad de San Vicente de Paúl para dirigir la obra de Señora Gamelin. El Asilo de la Providencia estará construido gracias a la devoción de Mons. Bourget y de Señora Gamelin que recolectan dinero para pagar los costes. Abrirá sus puertas en mayo de 1843.

## Las Hermanas de la Providencia
Ante los retrasos migratorios de las hermanas europeas, Mons. Bourget y Jean-Charles Príncipe deciden de la creación de una nueva congregación religiosa canadiense. El 25 de marzo de 1843, 7 novicias entran en las Hijas de la Caridad Servidoras de las Pobres, comúnmente llamadas Hermanas de la Providencia.  Sra. Gamelin siente en ella el deseo de darse toda entera.  A instancias de Mons. Bourget, visitará Elizabeth Ann Bayley Seton a Estados Unidos para obtener información sobre la manera de gobernar una comunidad. Regresa con una copia de la Regla de San Vicente de Paúl y está admitida al noviciado el 8 de octubre de 1843. Pronuncia sus votos con las seis primeras novicias el 29 de marzo de 1844 y está elegida superior el 30 de marzo de 1844.
En los años 1840 hasta 1851,  su instituto emprenderá numerosas obras de caridad, incluso el hospicio San José para los sacerdotes mayores e incapacitados (1844), una escuela regular (1845) y una escuela para sordas y mudas (1851), una casa (1846), un convento en Sainte-Élisabeth (1849)  así como una agencia de trabajo para mujeres jóvenes y un manicomio para el cual recibe el apoyo del gobernador Louis-Hippolyte La Fontaine. Ofrece una ayuda valiosa en 1847 durante la epidemia de tifus (Hospicio Saint-Jérôme Émilien/Hospital Saint-Patrice) y en 1849 durante la epidemia de cólera (Hospital Saint-Camille).
En 1850, fundó una escuela en Sorel. El mismo año, Madre Gamelin visita manicomios en Estados Unidos con el fin de abrir un establecimiento parecido en Montreal; lo que no logrará de su vivo. Debilitada por su obra caritativa excepcional, se la lleva el cólera el 23 de septiembre de 1851 durante la epidemia que ataca de nuevo a Montreal.

## Herencia

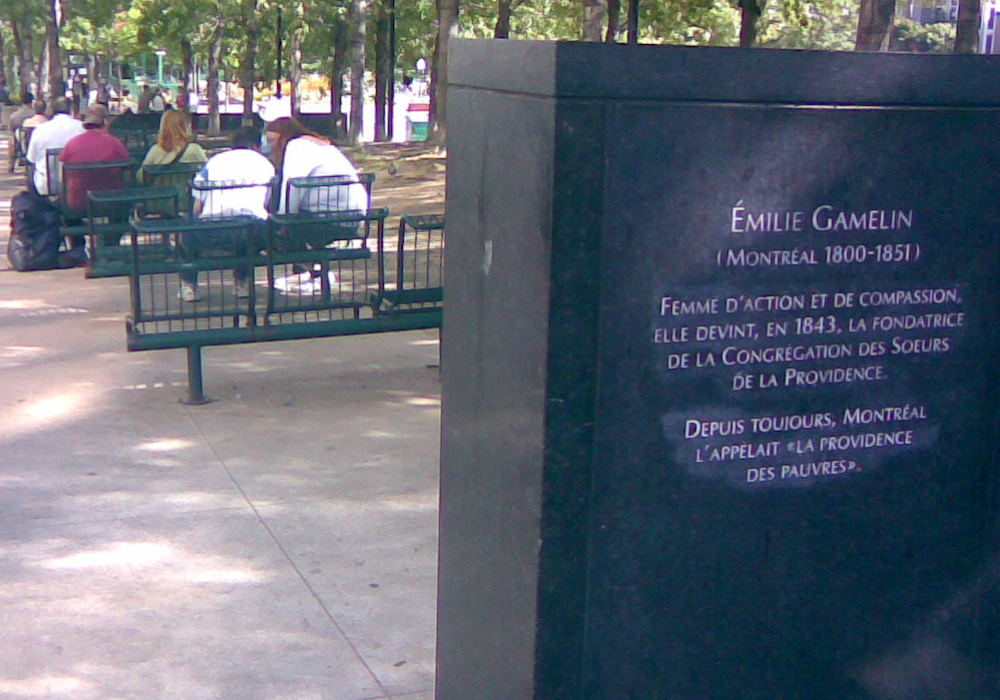
Estela histórica en la plaza Émilie-Gamelin.

Su instituto, que contaba a su muerte cincuenta y una hermanas y diecinueve novicias y cuidaba de cerca de mil personas, abrió definitivamente la puerta a los institutos caritativos que vendrán después. 
Montreal honra su nombre desde algunos años: la plaza Berri fue rebautizada plaza Émilie-Gamelin en 1995. Está ubicada entre las calles Berri y Saint-Hubert y Maisonneuve y Sainte-Catherine, y ocupa la antigua localización del Asilo de la Providencia (destruido en 1963). Una estatua con su efigie, por el artista escultor Raoul Hunter, adorna la salida del metro Berri-UQAM a la calle Sainte-Catherine desde el año 2000.
El Centro Internacional de las Hermanas de la Providencia, ubicado en Montreal, alberga el Centro Émilie-Gamelin y el Museo de las Hermanas de la Providencia, entre otras funciones. El museo consta de dos salas para la exposición permanente y una sala de exposición temática. 
Las Hermanas de la Providencia sirven todavía los más desprovistos en nueve países (Canadá, Estados Unidos, Chile, Salvador, Argentina, Haití, Camerún, Filipinas y Egipto).

## Causa Émilie Tavernier-Gamelin
En 1960, se emprendieron investigaciones históricas con el fin de preparar el dossier para la posible beatificación y canonización de Émilie Tavernier-Gamelin. El 31 de mayo de 1981, la Causa Émilie Gamelin se presenta oficialmente a la Arquidiócesis de Montreal. Se proclama a Emilia Servidora de Dios, la primera de las cuatro etapas sobre el camino de la santidad de la Iglesia católica.
En 1983, la Comisión histórica terminaba el estudio de la documentación. Un tribunal diocesano escuchaba a los testigos y sometía a Roma los documentos que expresan el gran deseo que esté reconocida la santidad de vida de la Servidora de Dios. En 1989, un voluminoso conjuntos de pruebas sobre la fama de santidad, la vida y las virtudes de Emilia, que se consagró a la causa de los pobres y de los desprovistos, está presentado a la Congregación para las Causas de los Santos en Roma. Este dossier se nombra Positio. Historiadores y teólogos de Roma estudiaron el dossier que pedía al papa Juan Pablo II que reconociera las virtudes heroicas de Émilie Tavernier-Gamelin. El Santo Padre proclamó su heroicidad el 23 de diciembre de 1993. Es la segunda etapa hacia la santidad.
En 1983, Yannick Fréchette, un joven chico de 13 años, obtuvo remisión completa de su leucemia gracias a la intercesión de Madre Gamelin. Después de una encuesta diocesana, en 1997 el historial médico pasó a ser estudiado por los médicos de Roma que, en 1999, emitieron un juicio positivo unánime sobre este caso juzgado inexplicable por la ciencia médica. El 18 de diciembre de 2000, el papa Juan Pablo II reconoció la virtud y la intercesión de Emilia Tavernier-Gamelin, al igual que la autenticidad del milagro. Él la presentó al pueblo cristiano como beata el 7 de octubre de 2001, en la plaza de San Pedro, y permitió un culto público en las regiones que le están asociadas. Es la tercera y última etapa antes de la canonización.